# Borgman
Borgman es una película holandesa de 2013 del género thriller psicológico dirigida por Alex Van Warmerdam. Fue nominada para la Palma de Oro en el Festival de Cannes de 2013. Fue estrenada en el 2013, en el Toronto Festival de cine Internacional. La película fue seleccionada como la opción holandesa para el Oscar a mejor película Extranjera, pero no fue nominada.

## Argumento
Un sacerdote armado expulsa a un vagabundo y sus compañeros de sus guaridas subterráneas. El vagabundo, Anton, aparece en la puerta de una mansión. Allí,  encuentra a Richard y Marina, un matrimonio de clase alta con tres niños. Exige comida y un baño. Debido a su comportamiento agresivo, Richard se defiende y le pega, pero Marina, siente curiosidad por el andrajoso visitante y decide ayudarle, dejándole que viva en la cabaña de jardín. Durante la ausencia de Richard, Anton seduce a Marina y a los niños. Tiene la capacidad de controlar los sueños de Marina, que empieza a despreciar a su marido.
Un día Anton deja a la familia y se reúne con su equipo, Ludwig, Pascal, Brenda e Ilonka, quiénes pretenden destruir la institución familiar. Envenenan al jardinero y un bien vestido y afeitado Anton se identifica como Camiel Borgman y se convierte en el nuevo jardinero. La familia no sospecha nada. 
Pronto se revela que Camiel y su equipo tienen la capacidad de control mental de la gente, corrompiendo sus mentes o matándoles a sangre fría si es necesario. Camiel seduce a Marina, mientras que Pascal seduce a la niñera, Stina, causándola odio hacia su novio. El equipo también les hace algo quirúrgico a los niños, quienes se ponen de su parte. Es entonces cuando envenenan a los padres, los entierran en el jardín y se van caminando con los niños y Stina hacia el bosque. La metáfora de que o quien es Borgman tiene varias explicaciones.

## Reparto
- Jan Bijvoet es Camiel Borgman.
- Hadewych Minis es Marina.
- Jeroen Perceval es Richard.
- Alex van Warmerdam es Ludwig.
- Tom Dewispelaere es Pascal.
- Sara Hjort Ditlevsen es Stine.
- Elve Lijbaart es Isolde.
- Dirkje van der Pijl es Rebecca.
- Pieter-Bas de Waard es Leo.
- Eva van de Wijdeven es Ilonka.
- Annet Malherbe es Brenda.